# Linda Bagunça
"Linda Bagunça" é uma canção da cantora brasileira Priscilla Alcantara. Foi lançada como single junto a canção "Final da História" de seu EP "O Final da História de Linda Bagunça". A canção ganhará, também, uma versão acústica.

## Videoclipe
O videoclipe da faixa ganhou um teaser oito dias antes do lançamento do EP que contém a música e foi lançado em 30 de setembro de 2019. No vídeo, priscilla inicia com cenas debaixo d'água, enquanto ela emerge para a superfície, registrado na Chapada dos Guimarães, em Mato Grosso. "É preciso dar um abraço em si mesmo e assumir pelo que você está passando. É sobre ser seu próprio amigo. Se eu sou uma bagunça, então que eu seja uma linda bagunça", diz ela sobre a canção. 

## Composição
“É um incentivo ao primeiro passo. Fala sobre abraçar o seu processo, não se ignorar e não ser tão duro consigo mesmo. É preciso dar um abraço em si mesmo e assumir pelo que você está passando. É sobre ser seu próprio amigo. Se eu sou uma bagunça, então que eu seja uma linda bagunça”, disse Priscilla Alcantara ao Portal Popline.

## Lista de faixas
| Streaming e download digital |                            |                     |         |  |
| N.º                          | Título                     | Compositor(es)      | Duração |  |
| 1.                           | "Linda Bagunça"            | Priscilla Alcantara | 3:53    |  |
| 2.                           | "Linda Bagunça (acústico)" | Alcantara           | 4:38    |  |

## Créditos
- Priscilla Alcantara - Composição e vocal
- Johnny Essi - Produção